# توماس هانسن (كاتب)
توماس هانسن (بالنرويجية: Thomas Hansen)‏ (و. 1976 – 2007 م) هو مغني، وموسيقي، وعازف قيثارة، وكاتب أغاني نرويجي، ولد في أوسلو، توفي في أوسلو، عن عمر يناهز 31 عاماً.